# Érotes
Dans la mythologie grecque, les Érotes (du grec ancien : Ἔρωτες / Érōtes), aussi appelés Amours ou Cupidons, sont les compagnons de la déesse Aphrodite. Érotes est le pluriel de Éros (« amour, désir »), qui en tant que divinité individuelle a une mythologie plus complexe.
Ils sont représentés comme des enfants ailés de sexe masculin (les représentations ultérieures de chérubin s'en sont inspirées). La tradition en fait des frères, nés de l'union adultère d'Aphrodite avec le dieu Arès, seul l'un d'entre eux, Antéros, étant parfois plutôt considéré comme le fils de Poséidon et Néritès. Si Éros est le plus célèbre des Érotes, plusieurs autres sont nommés, leur chiffre allant le plus souvent jusqu'à cinq : Antéros (« amour retourné »), Himéros (« amour pressant, désir impétueux »), Pothos (« Désir », surtout pour celui qui est absent), Hédylogos (« beau-parleur »). Deux autres divinités sont également parfois rajoutées à la liste : Hyménaios (« hymne nuptial ») et Hermaphroditos (« Hermaphrodite » ou « Efféminé ») ainsi que, plus rarement, Phtonos (la « Jalousie », l'« Envie », ou « Rivalité »).
Selon les frères Piranesi qui ont publié les Antiquités d'Herculanum, les érotes représentent l'amour dans ses différents états : le besoin, le désir et la possession.
Les Érotes sont devenus un motif classique de l'art hellénistique, et peuvent apparaître dans l'art romain sous la forme alternative de multiples Cupidons ou Cupidons et Psychés. Dans la tradition ultérieure de l'art occidental, les Érotes deviennent indiscernables des figures également connues sous le nom de Cupidons, amorini ou amoretti.

## Rôle et attributs généraux
Les Érotes sont un groupe de dieux ailés dans la mythologie classique. Ils sont associés à l'amour et au désir sexuel et font partie de la suite d'Aphrodite. Les Érotes pris de manière individuelle sont parfois liées à des aspects particuliers de l'amour et sont souvent associées au désir homosexuel,,,. Parfois, les Érotes peuvent être considérés comme des manifestations d'un dieu unique, Éros.
Les histoires mettant en scène les malices et farces des Érotes étaient un thème populaire dans la culture hellénistique, en particulier au IIe siècle avant notre ère. Des sorts pour attirer ou repousser les Érotes étaient également utilisés, afin d'induire l'amour ou le contraire. Les différents Érotes représentaient diverses facettes de l'amour ou du désir, comme l'amour non partagé (Pothos), l'amour réciproque (Antéros) ou le désir (Himéros) .
Les Érotes étaient généralement représentés comme des jeunes nus, beaux et ailés. Les premières frises sculptées connues représentant un groupe d'Érotes  et de jeunes filles ailées conduisant des chars tirés par des chèvres ont été créées pour décorer les théâtres de la Grèce antique au IIe siècle avant notre ère. La représentation des Érotes dans ces frises est rapidement devenue courante, y compris la présence d'Érotes dans les scènes de chasse. En raison de leur rôle dans le panthéon mythologique classique, la représentation des Érotes est parfois purement symbolique (représentatif de la présence de l'amour) ou ils peuvent être représentés comme des personnages individuels. La présence d'Érotes dans des images autrement non sexuelles, comme celles de deux femmes, a parfois été interprétée comme indiquant un sous-texte homo-érotique. Dans le culte d'Aphrodite en Anatolie, les images iconographiques de la déesse à trois Érotes symbolisaient les trois royaumes sur lesquels elle dominait : la Terre, le ciel et l'eau.